# Должниково (роз'їзд)
Должниково (рос. Должниково) — роз'їзд в Базарносизганському районі Ульяновської області Російської Федерації.
Населення становить 13 осіб. Входить до складу муніципального утворення Должниковське сільське поселення.

## Історія
Від 2004 року входить до складу муніципального утворення Должниковське сільське поселення.

## Населення
| 2010 |
| ---- |
| 13   |